# دیوید تاد ویلکینسون
دیوید تاد ویلکینسون (انگلیسی: David Todd Wilkinson; ۱۳ مهٔ ۱۹۳۵ – ۵ سپتامبر ۲۰۰۲) دانشمند در زمینه کیهان‌شناسی فیزیکی اهل ایالات متحده آمریکا بود. تخصص وی در زمینه مطالعه تابش ریزموج زمینه کیهانی (CMB) بود.
ویکینسون از سال ۱۹۶۵ تا زمان بازنشستگی در ۲۰۰۲ استاد فیزیک دانشگاه پرینستون بود. او در بسیاری از آزمایش‌های بزرگ ریزموج زمینه کیهانی مانند کاوشگر زمینه کیهان و کاوشگر ناهمسان‌گرد ریزموجی ویلکینسون با ناسا مشارکت اساسی داشت. کاوشگر ناهمسان‌گرد ریزموجی ویلکینسون بعد از مرگش بر اثر سرطان در ۵ سپتامبر ۲۰۰۲ به افتخار او نامگذاری شد.
وی همچنین برندهٔ جوایزی همچون کمک‌هزینه گوگنهایم شده است.